# Pietro Grasso
Pietro Grasso (Licata, Provincia de Agrigento, Italia, 1 de enero de 1945) es un juez y político italiano. Desde 2013 hasta 2018, fungió como Presidente del Senado de Italia y, desde diciembre de 2017, lidera la nueva formación de izquierda Libres e Iguales. En 2015 fue Presidente interino de la República Italiana.

## Biografía
Nacido en Licata, en la Provincia de Agrigento, en 1945. Su carrera judicial comenzó en 1969 en Barrafranca, en la Provincia de Enna, como praetor. La ciudad que marcó su vida fue, sin embargo, Palermo, allí vino en 1972. En 1980 le fue asignada la investigación sobre el asesinato del Presidente de la Región siciliana Piersanti Mattarella.
Su vida cambió tanto profesional como privadamente para los mediados de 1980 cuando fue nombrado juez de los juicios a Cosa Nostra. Una vez en el proceso, se convierte en asesor de la Comisión de lucha contra la Mafia y en 1991 fue nombrado consejero de la dirección de asuntos penales en el Ministerio de justicia.
Fiscal en Palermo desde 1999, ocupó el cargo hasta el año 2005. Suplantando a Pier Luigi Vigna, se hace cargo de la Procuradora Nacional. Sólo en aquel momento era el centro de una controversia jurídica y política. Entre los candidatos para sucederlo estaba Giancarlo Caselli, quien dirigió a la Fiscalía de Palermo antes de Grasso. Bajo el gobierno de Silvio Berlusconi se presentó una enmienda a la ley que excluye a Caselli de la carrera a la Fiscalía Nacional. Después del nombramiento de Grasso, el Tribunal Constitucional declaró ilegal la decisión del gobierno de centro-derecha.
En 2010 fue reelegido para un segundo mandato por unanimidad por el Consejo Superior de la Magistratura. El 27 de diciembre de 2012 presenta una solicitud de licencia por razones electorales en el CSM y al día siguiente anuncia su candidatura para las elecciones del Partido Democrático (PD). Así, es electo Senador y, el 13 de marzo de 2013, se convierte en Presidente del Senado italiano por 137 votos contra los 117 votos de Renato Schifani, el Presidente Saliente.
El 14 de enero de 2015, Giorgio Napolitano renunció a su cargo de Presidente de la República Italiana y Grasso asumió su lugar de manera interina y fue sustituido el 31 de enero por Sergio Mattarella.
En diciembre de 2017 se anunció que lideraría una nueva formación de izquierda Libres e Iguales (Liberi e Uguali), formada por Movimiento Demócratas y Progresistas (Mdp), Izquierda Italiana (SI) y Posible (Po), ante las elecciones generales de Italia de 2018.